# Mabar (Medan)
Mabar is een bestuurslaag in het regentschap Medan van de provincie Noord-Sumatra, Indonesië. Mabar telt 32.808 inwoners (volkstelling 2010).